# Земский собор 1650 года
Земский собор — созван для урегулирования вопросов, возникших в связи с Псковским восстанием (1650) и распространившимися волнениями на другие области московского государства.

## Предпосылки
Собор созван весной 1650 года в связи с тем, что в стране вспыхнули волнения, явившимися продолжением Московского восстания (1648). Крупные восстания произошли: в Пскове (начало 27-28 февраля) и Новгороде (15 марта), которые объединились против царского правительства, что было чрезвычайно опасным для правительства Алексея Михайловича. В Новгороде и Пскове посадские люди и стрельцы образовали самостоятельные правительства в земских избах, свергли царских воевод и организовали свои вооружённые силы. В Москве в это время также происходили крупные волнения.  Московские приказы (май-июнь 1650) вызывали старост московских слобод и брали сведения о "худых" и "воровских" речах в Москве. Шведский резидент в Москве Эберс в своих письмах сообщал, что летом 1650 года в Москве происходили большие волнения и в ней ждали такого же восстания, какое произошло в Соляной бунт (1648).
Царское правительство вынуждено было послать в Новгород и Псков карательную экспедицию под командованием князя Ивана Никитича Хованского. Новгородцы сдались Хованскому, но псковичи сдаться отказались, после чего в Псковском уезде в июне развернулось сильное партизанское движение, восставшие стали разорять дворянские усадьбы.
В таких условиях в московских правительственных кругах возник вопрос о переговорах с восставшими и предполагалось послать делегацию в составе андроньевского архимандрита Сильвестра и черниговского протопопа Михаила. Новые угрожающие известия о восстании в псковских пригородах заставили правительство прибегнуть к созыву Земского собора.

## Земские собор и принятые решения
Собор состоялся в Кремле в Столовой избе 4 июля 1650 года. Было решено послать в Псков соборную делегацию во главе с коломенским епископом Рафаилом, андроньевским архимандритом Сильвестром и черниговским протопопом Михаилом, на что выдан царский наказ (09 июля). По дороге в Новгород, из села Медного, Рафаил послал (19 июля) отписку, в которой сообщал, что из Пскова идут плохие вести. Князь Хованский блокировал Псков, и под его стенами 12 июля произошёл бой. Хованский докладывал, что разгромил псковичей, но этот бой привёл только к дальнейшему развитию событий, и восставшие, руководимые хлебником Гаврилой Демидовым, взяли власть в свои руки.
Это заставило созвать (26 июля) 2-е заседание Земского собора, на котором решался вопрос о том, что делать, если псковичи откажутся выдать четырёх "заводчиков" — вождей восстания, о чём на своём заседании 4 июля постановили, на выдаче "заводчиков" не настаивать и послать в Псков выборных людей.
Для известия о приезде выборных в Псков послан сын боярский Панкратий Сухарев, которого приняли с почётом.
Главными деятелями замирения Пскова оказались выборные от Собора. Во время торжественной встречи делегации стольник Олферьев обратился к псковичам со словами: "братья, псковичи!", хотя в царском наказе говорилось о псковичах, что они "заворовали", то есть изменили царю. Когда было назначено крестоцелование в псковском соборе, то звать псковичей в храм отправились московские выборные, они же присутствовали при крестоцеловании.  "Замирение" Пскова произошло без кровопролития, хотя царское правительство позже обмануло псковичей и послало организаторов восстания в ссылку (октябрь-ноябрь 1650).
Последнее заседание Земского собора состоялось 8 октября 1650 года.
Земский собор 1650 года имеет исключительное значение потому, что он показывает высокий авторитет Земских соборов у населения. Он свидетельствует о громадной силе сопротивления народных масс XVII века царским властям и о глубоком доверии народа к своим выборным.